# Borstontwikkeling

De Tannerstadia in de lichamelijke ontwikkeling van meisjes, met links de borstontwikkeling

Borstontwikkeling, borstgroei of mammogenese is het biologische proces waarbij de borsten van vrouwelijke primaten, en dus ook de mens, zich in verschillende fasen ontwikkelen gedurende het leven van de vrouw. 
De borstontwikkeling vat nog voor de geboorte aan. Tijdens de puberteit beginnen de rudimentair aanwezige kanalen en klieren te groeien onder invloed van hormonen; dit wordt thelarche genoemd. De ontwikkeling van de borsten tijdens de puberteit wordt doorgaans beschreven in de vijf Tannerstadia. Na de puberteit vertraagt dit proces. Tijdens een zwangerschap ontwikkelen de borsten zich opnieuw in voorbereiding op borstvoeding. Tijdens de menopauze komt de borstontwikkeling tot een einde en kunnen de borsten beginnen involueren.

## Bron
- (en)  Asma Javed en Aida Lteif, "Development of the Human Breast", Semin Plast Surg. 27:1 (2013), p. 5-12.